# Útěk z Planety opic
Útěk z Planety opic (v anglickém originále Escape From The Planet Of The Apes) je americký dobrodružný sci-fi film z roku 1971, který volně navazuje na film Do nitra Planety opic, který byl natočen o dva roky dříve. Režisérem byl Don Taylor, hlavní mužskou roli zde ztvárnil americký herec Roddy McDowall.
Jde o třetí ze série pěti filmů natočených mezi roky 1968 a 1973. Tato série se dále dočkala pokračování v roce 2001 remakem Planeta opic a v roce 2011 rebootem Zrození Planety opic.

## Děj
Příběh navazuje na konec druhého dílu v momentě kdy byla zničena v budoucnosti při bitvě opic a lidí Země výbuchem atomové bomby. Trojice šimpanzů Cornelius, Zira a Dr. Milo použijí opravenou Taylorovu vesmírnou loď. Výbuch Země je pošle do minulosti, přesně dva roky po odstartování Taylorové lodě. Z počátku trojice nechce, aby lidé věděli, že dokáží mluvit, přesto však Zira během psychologických testů, které prováděli Dr. Lewis Dixon a Dr. Stephanie Brantonová, promluví. Krátce poté je však Dr. Milo zabit gorilou.
Je sestavena prezidentská komise, aby zjistila, jak se opice dostaly na palubu. Cornelius a Zira však neprozradí ani, že znali Taylora, ani o zničení Země. Po ukončení vyšetřování se z lidoopů stávají celebrity, jsou jim věnovány dary a pozornost médií. Prezidentský poradce Otto Hasslein zjistí, že Zira je těhotná, poté ji opije za účelem zjištění více informací o budoucnosti lidstva. Tyto nové zprávy přesvědčily komisi, aby byla dvojice podrobena důkladnějšímu výslechu. Zira též dostane sérum pravdy, aby provedla opětovnou výpověď, kde kromě jiného vyjeví, jaké pokusy dělávala na lidech.
Ve světle nových informací rozhodne komise o přerušení těhotenství a zamezení dalšího oplodnění. V současné době nazve jeden ze strážců nenarozené dítě „malou opičkou“, což Cornelia vytočí a vyrazí podnos strážnému z rukou, když strážný spadne na zem, věří Cornelius, že je muž v bezvědomí a se Zirou se dají na útěk. Ve skutečnosti je však mrtvý a tato událost poslouží Hassleinovi jako důvod k zabit obou opic. Doktoři Dixon a Brantonová pomáhají Corneliovi a Ziře uniknout a na čas se ukrýt u cirkusáka Armanda, kde se před několika dny narodila opice jménem Heloise. Zde Zira porodí syna, kterého pojmenuje Milo, na počest svého zemřelého přítele.
Hasslein nechává prohledat všechny cirkusy a zoologické zahrady. Z toho důvodu se dvojice musí přesunout jinam. Dixon dává Corneliovi pistoli na obranu, následně je odvede do přístavu, kde se ukryjí na opuštěné lodi. Hasslein je vystopuje a po přestřelce jsou Hasslein i všechny tři opice mrtvé.
V poslední záběru je Armando, který odhalí, že Zira malého Mila vyměnila za Heloise. Armando ujišťuje Mila, že se o něj bude starat.

## Obsazení
| Roddy McDowall    | Cornelius             |
| Kim Hunter        | Zira                  |
| Bradford Dillman  | Dr. Lewis Dixon       |
| Natalie Trundy    | Dr. Stephanie Branton |
| Eric Braeden      | Dr. Otto Hasslein     |
| William Windom    | prezident             |
| Sal Mineo         | Dr. Milo              |
| Ricardo Montalbán | Armando               |